# 因薩爾河
因薩爾河是俄羅斯的河流，屬於阿拉特里河的右支流，由莫爾多瓦共和國負責管轄，河道全長168公里，流域面積約3,860平方公里，河水主要來自融雪，發源自伏爾加高地，每年十一月至翌年四月結冰，河畔城鎮有魯扎耶夫卡和薩蘭斯克。
54°42′53″N 45°18′07″E / 54.71472°N 45.30194°E